# Samuel Bellamy
(Capitano Samuel "Black Sam" Bellamy, citato dal Capitano Charles Johnson in A General History of the Robberies and Murders of the Most Notorious Pyrates(1724))
Samuel Bellamy soprannominato Black Sam Bellamy (Hittisleigh, 23 febbraio 1689 – Wellfleet, 27 aprile 1717) è stato un pirata britannico.

"...hanno spiegato una grande bandiera nera, con una testa di morto e ossa, e hanno dato la caccia al capitano Prince sotto gli stessi colori." – Thomas Baker (componente dell'equipaggio di Bellamy)

Fu soprannominato Black Sam perché non portava la tipica parrucca incipriata alla moda del Settecento, ma lasciava sciolti i suoi lunghi capelli neri, legati solo con un laccio. Nonostante la sua carriera di pirata sia stata assai breve - durò poco più di un anno - fu tra quelli che maggiormente lasciarono il segno nell'immaginario popolare, riuscendo con il suo equipaggio a catturare ben 53 navi. 
Bellamy divenne noto per la misericordia e la generosità verso coloro che catturava durante le incursioni, tanto da essere anche detto "il Principe dei pirati": diverse testimonianze narrano che, ogni volta che conquistava una nave, chiedeva di provarla. Se non la riteneva abbastanza veloce, la restituiva al legittimo proprietario e se ne andava per la sua strada. A ogni estemporaneo sbarco per i rifornimenti non risparmiava regalie, doni o offerte in denaro ai più bisognosi. Morì a soli 28 anni.

## Biografia

### Primi anni
Bellamy nacque nella parrocchia di Hittisleigh nel Devonshire, in Inghilterra. Era il minore di sei fratelli nati da Stephen ed Elizabeth Bellamy. La madre morì durante il suo parto e fu sepolta lo stesso giorno. Tre settimane dopo, il 18 marzo, il bimbo fu battezzato col nome di Samuel. Divenne marinaio già da bambino all'età di otto anni. Adolescente, si arruolò nella marina inglese, nella quale combatté anche diverse battaglie. Si sposò in giovanissima età e partì a cercar fortuna, lasciando a casa moglie e figlio. Dal Devonshire si trasferì a Cape Cod, nel Massachusetts (a quel tempo ancora colonia britannica).
Ragazzo alto, forte, scuro di capelli, ben educato e di aspetto ordinato, scriveva e leggeva molto e vestiva con soprabiti neri. A Eastham Harbor conobbe e s'innamorò di una bella ragazza del posto, la quindicenne Maria Hallett, di buona famiglia. Bellamy piaceva ai genitori di Maria, che però ne temevano il temperamento libertario e avventuroso. Per qualche tempo i due giovani vissero insieme fra i pettegolezzi della gente, ma, quando la ragazza dette alla luce un bimbo (che morì subito dopo), scoppiò lo scandalo; Bellamy per evitare il carcere dovette fuggire, ma non senza aver promesso alla sua amata di tornare da lei con "la più bella nave del mondo".

### Pirateria
Lasciata Cape Cod, Bellamy si spostò più a sud insieme al suo amico Paul Williams, con l'idea di recuperare i tesori dei galeoni spagnoli affondati davanti alle coste della Florida. La spedizione non ebbe grande successo: tra la necessità di sopravvivere e la voglia di avventura, i due uomini entrarono nell'equipaggio della nave pirata Mary Anne (o Marianne), comandata dal famoso Benjamin Hornigold, in precedenza corsaro inglese agli ordini di Sua Maestà britannica. Il Capitano Hornigold - per un periodo insieme a Edward Teach (passato alla storia come Barbanera) - scorrazzava con successo nei Caraibi ed era noto per essere meno cruento di molti degli altri pirati: generoso, leale, e a suo modo coerente, attaccava solo navi francesi e spagnole. Nell'estate del 1719 la nave di Hornigold urtò una barriera corallina e l'intero equipaggio venne dato per disperso. Secondo altre fonti l'equipaggio si era ammutinato perché, contro il volere del capitano, intendeva assalire una nave britannica. Comunque sia andata, Hornigold decise di chiedere il perdono al governatore delle Bahamas (che, malgrado fosse un pirata, lo ammirava e stimava) e si ritirò.

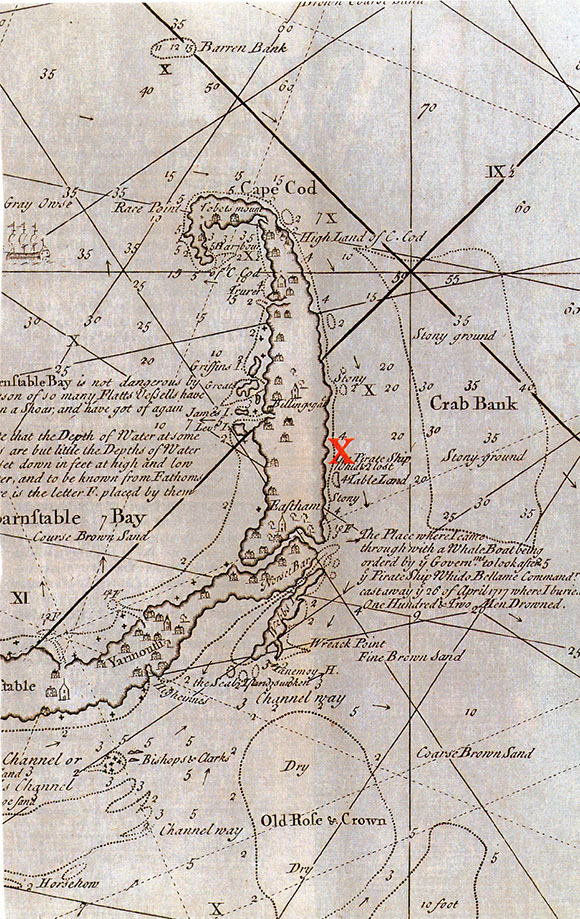
La posizione della nave pirata Whydah Gally, capitanata da Bellamy e che naufragò al largo delle coste di Cape Cod il 26 aprile 1717

Il giovane Bellamy non si lasciò sfuggire l'occasione: riapprestò la Mary Anne e con un nuovo equipaggio sostituì Hornigold al comando della nave. Poco dopo catturò una seconda nave, il Sultana. Assegnò, allora, il comando della Mary Anne all'ormai inseparabile Paul Williams e fece del Sultana la sua nave ammiraglia. Cominciò così - sia nell'Atlantico che nei Caraibi - un periodo di grandi abbordaggi e vittorie per Bellamy e per quella che ormai stava diventando una vera e propria flotta di pirati al suo comando. In poco tempo la fama di Black Sam crebbe e si diffuse ovunque.
La più spettacolare cattura avvenne nella primavera del 1717, quando Bellamy e il suo equipaggio, dopo un inseguimento di tre giorni, intercettarono, abbordarono e conquistarono la Whydah Gally, diretta all'isola di Giamaica: si trattava di una splendida nave di 300 tonnellate di stazza che, viaggiando sulla rotta degli schiavi, aveva appena terminato la seconda tappa per il carico di ori e pietre preziose. Black Sam non avrebbe mai immaginato di poter entrare in possesso in un sol colpo di tanta ricchezza e insieme ai suoi, visto l'insperato grande bottino, valutò all'istante la possibilità di ritirarsi dalla pirateria. Fedele alla sua reputazione di pirata generoso, Bellamy concesse in dono al capitano e all'equipaggio del Whydah Gally la sua ammiraglia, il Sultana, facendo dell'enorme Whydah Gally la sua nuova ammiraglia.

### Destino o disgrazia?
Le sue armi preferite erano quattro pistole che teneva sotto la fascia, due dietro la schiena e due più piccole davanti. Il suo equipaggio - in cui aveva voluto decine di neri e molti nativi del Nuovo Mondo, tutti ex-schiavi a cui aveva ridato la libertà - gli era molto affezionato e lo chiamava a volte "Pirata Robin Hood". Ottimo stratega, riusciva a coordinare gli attacchi senza arrecare danni alle navi. Il "Pirata gentile" probabilmente pensava, a soli 28 anni, con poco più di un anno di strabiliante carriera piratesca alle spalle, con un'immensa fortuna accumulata e soprattutto con l'amore della sua Maria, che lo attendeva a terra, di ritirarsi per sempre e vivere una vita in pace, e lo stesso sogno era condiviso dal suo affezionato equipaggio.
Con la nuova nave cominciò a fare rotta verso nord, verso le coste del New England, per raggiungere l'amata Maria, quando fu sorpreso da un devastante uragano nei pressi di Wellfleet, in Massachusetts. Forti venti e improvvise tempeste marittime, spesso molto violente, interessavano sporadicamente quest'area della costa nord-orientale del continente americano. Nel tardo pomeriggio del 26 aprile, quando ormai erano nelle vicinanze di Cape Cod, le navi di Bellamy vennero avvolte all'improvviso da una fittissima nebbia, subito seguita da rabbiose raffiche di vento, onde gigantesche e un diluvio d'acqua. Le navi, in balia di un oceano impazzito, si persero di vista e naufragarono. 
All'alba Paul Williams, prima di esser catturato, della grande nave ammiraglia riuscì a notare solo alcuni resti galleggianti. Dal disastro sopravvissero soltanto due uomini sui 146 di equipaggio della Whydah e nove in totale su tutta la flotta di Bellamy. Dei nove uomini scampati, sei furono catturati e in seguito giustiziati a Boston, uno fu ridotto in schiavitù e due riuscirono a far perdere le loro tracce. 
Uno di questi due, il gallese Thomas Davis, anni dopo lasciò testimonianza del naufragio. Davis in realtà non era un pirata. Si era imbarcato in qualità di falegname sulla nave mercantile San Michele, quando Bellamy la catturò. Sulle navi di allora, realizzate in gran parte in legno, un falegname era preziosissimo e Black Sam lo volle con sé, promettendogli di liberarlo non appena trovato un sostituto. Finito anch'egli in una prigione di Boston con l'accusa di pirateria, grazie a testimonianze di conoscenti e in particolare del suo precedente datore di lavoro, secondo i quali era un bravo lavoratore e un ragazzo di buona educazione e di famiglia religiosa, Davis nel processo ottenne il verdetto di non colpevolezza.

## Ritrovamento

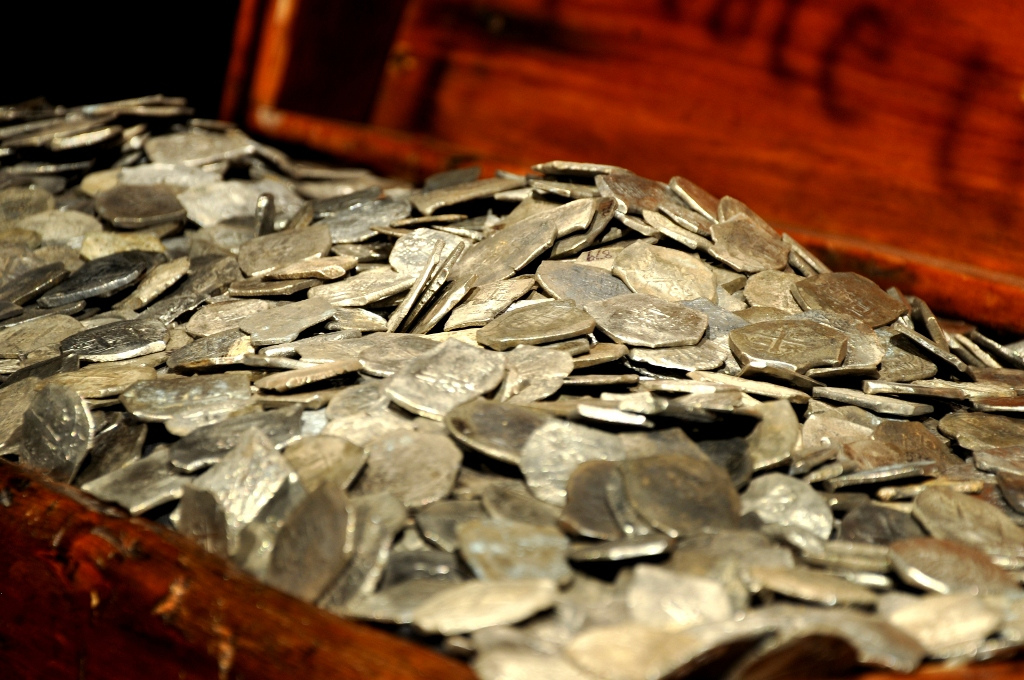
Il tesoro della Whydah, oggi conservato nel Museum of Natural Science di Houston

Nel 1984, dopo circa 300 anni di oblio, la storia di Samuel Bellamy tornò a essere raccontata a seguito del ritrovamento del relitto della Whydah. Al momento dell'affondamento l'ammiraglia di Bellamy era la più grande nave mai catturata. Il suo carico includeva grandi quantitativi di avorio, oro, argento, preziosi e 30.000 sterline. La scoperta del relitto e del relativo tesoro venne resa pubblica nel luglio 1984. L'esplorazione e il recupero furono condotte dall'équipe di Barry Clifford che, successivamente, fondò il "Museo Samuel Bellamy" sulle rive del Provincetown, in Massachusetts, poco distante dal luogo dell'affondamento. 
Il museo ospita gran parte degli oggetti ritrovati in fondo al mare, compresa la "Flangia di bordo" di Bellamy. La flangia era un simbolo di autorità e fu ritrovata non presso gli alloggi di Black Sam, come generalmente usavano i capitani pirati, ma vicino a quelli dell'equipaggio, contribuendo ad alimentare la leggenda del pirata popolare, anarchico e libertario ante litteram. Vero è che Bellamy - che le fonti riportano avventuriero idealista, passionale e di animo gentile - era anche un apprezzato poeta, filosofo e pensatore.
Nel 2000, nel 2005 e nel 2006 l'équipe di Clifford ha eseguito ulteriori rilevazioni, recuperando altre venticinquemila libbre di materiale, oltre a 15 cannoni. Nel 2011-2012 furono previste altre immersioni: si riteneva che sotto la sabbia, sparsi nella zona dell'affondamento, si potessero celare ulteriori preziosi reperti. Nel febbraio 2018 è stata ritrovata una fossa comune, contenente più di 100 corpi, presumibilmente ciò che resta dell'equipaggio della Whydah Gally.  Delle ossa trovate vicino a una pistola identificata come quella di Black Sam furono oggetto di studi genetici, tramite il DNA di un discendente maschio vivente del pirata, che però hanno dato esito negativo.
Nel febbraio 2021, viene annunciato che altre sei ossa di pirati sono state scoperte in degli ammassi di detriti e saranno testate per le corrispondenze del DNA una volta estratte.

## Nella cultura di massa
- Nel gennaio del 2007 il National Geographic Channel ha realizzato un documentario di due ore, che include alcune interviste a Barry Clifford sul ritrovamento e i tesori della Whydah Gally.[3]
- Bellamy ha ispirato il personaggio omonimo nel manga One Piece.
- Fabrizio De André cita una famosa dichiarazione d'intenti di Samuel Bellamy («Io sono un principe libero e ho altrettanta autorità di fare guerra al mondo intero quanto colui che ha cento navi in mare») nell'album Le nuvole del 1990.